# Blue Sky (Lied)
Blue Sky ist der achte Titel auf dem Eat a Peach-Doppelalbum der Allman Brothers Band aus dem Jahr 1972. Dickey Betts komponierte es über seine indianische Freundin Sandy „Bluesky“ Wabegijig, die er später heiratete.
Der Allman-Brothers-Gitarrist Duane Allman und Betts spielen abwechselnd die Lead-Gitarre während des Songs. Allmans Solo beginnt nach 1:07 min, gefolgt von Betts’ Solo ab der Minute 2:37. Sandlin sagte dazu: „Als ich die Songs wie Blue Sky abmischte, wusste ich natürlich, dass ich die letzten Sachen hörte, von allem was Duane je gespielt hatte und es war ein Gefühl von Schönheit und Trauer, zu wissen, es würde nichts mehr von ihm geben.“ (Original: „As I mixed songs like Blue Sky," I knew, of course, that I was listening to the last things that Duane ever played and there was just such a mix of beauty and sadness, knowing there’s not going to be any more from him...“).
Während Duane Allman starb, bevor das Album Eat a Peach veröffentlicht wurde, hatte die Band den Song mehrmals live gespielt, bevor die Studioversion aufgenommen wurde. Nur eine dieser Live-Aufführungen wurde mitgeschnitten. Es war während eines Konzertes am 19. September 1971 im S.U.N.Y. Stonybrook in New York. Von anderen Auftritten der Band zirkulieren mehrere Bootlegs.
Blue Sky war Dickey Betts’ Debüt als Leadsänger der Allman Brothers Band. Er hatte vorher lediglich zwei Songs für das zweite Album der Band, Idlewild South komponiert, Revival, den ersten Titel des Albums, bei dem Gregg Allman Leadsänger war, und das Instrumentalstück In Memory of Elizabeth Reed.
Blue Sky wurde mehrmals gecovert, am bekanntesten ist die Version von Joan Baez auf ihrem Diamonds & Rust-Album von 1975 und der späteren Single-Auskopplung.
Zwei Aufnahmen von Blue Sky wurden 2012 aufgeführt, ein Allman-Brothers-Mitschnitt vom SUNY Stony Brook/Eat a Peach-Original (mit Warren Haynes als Leadsänger, während Gregg Allman zwischendurch übernahm), und ein Arrangement welches zwischen 1973 und 2001 entstand, gespielt von Dickey Betts und seiner Band Great Southern.